# Roman Dzindzichashvili
Roman Dzindzichashvili (georgisch რომან ჯინჯიხაშვილი, russisch Роман Яковлевич Джинджихашвили/Roman Jakowlewitsch Dschindschichaschwili; * 5. Mai 1944 in Tiflis) ist ein US-amerikanischer Schachspieler georgischer Herkunft.

## Leben
1962 gewann er die Juniorenmeisterschaft im Schach der Sowjetunion, 1966 und 1968 die Studentenmeisterschaft. 1970 errang er den Titel eines Internationalen Meisters. 1972 kam er bei der UdSSR-Meisterschaft in Baku mit 9,5 Punkten aus 21 Partien auf den geteilten 13. bis 16. Platz. Im Jahr danach gewann er das Turnier der 1. Liga. Dzindzichashvili war sechsmal georgischer Meister.
1976 emigrierte er nach Israel. 1977 wurde er Schachgroßmeister. 1978 gewann er die israelische Meisterschaft und spielte bei der Schacholympiade in Buenos Aires am ersten Brett für Israel. Ebenfalls 1978 gewann er das Turnier in Hastings ungeschlagen. 1979 lebte er für einige Monate in Deutschland und absolvierte zwei Partien in der Schachbundesliga für Königsspringer Frankfurt.
Danach übersiedelte er in die USA und gewann dort 1979 und 1980 mehrere Turniere, unter anderem die Open-Turniere in Lone Pine und Philadelphia. 1983 und 1989 gewann er die Meisterschaft der USA.
Später arbeitete „Dzindzi“, wie er wegen seines schwierig auszusprechenden Namens meist genannt wird, als Schachtrainer und betreute unter anderem den Weltklassespieler Gata Kamsky. Er produzierte unter dem Titel Roman's Lab über 100 Lehrvideos über Schach auf DVD. Außerdem veröffentlichte er 2005 zusammen mit den Co-Autoren Lev Alburt, Al Lawrence und Eugene Perelshteyn die Bücher Chess Openings For White, Explained (ISBN 1-889323-11-X) und Chess Openings For Black, Explained (ISBN 1-889323-12-8).
Er ist ein ausgezeichneter Blitzspieler und genießt im Internet Chess Club, wo er viele tausend Partien spielte, legendären Status.
Nach ihm sind mehrere Eröffnungsvarianten benannt:
- Djin (ECO Code E10) 1. d2–d4 Sg8–f6 2. Sg1–f3 e7–e6 3. c2–c4 a7–a6, was nach den weiteren Zügen 4. Sb1–c3 c7–c5 5. d4–d5 b7–b5 dem Blumenfeld-Gambit ähnliche Stellungen ergibt.[2]
- Dzindzi-Indisch (ECO Code A40) 1. d2–d4 g7–g6 2. c2–c4 Lf8–g7 3. Sb1–c3 c7–c5 4. d4–d5 Lg7xc3+ 5. b2xc3 f7–f5.

In dem Film Searching for Bobby Fischer (1993) hat er einen Cameo-Auftritt.
Dzindzichashvili wird bei der FIDE als inaktiv geführt (Stand: Januar 2015), da er seit dem im Juni 2008 ausgetragenen South Carolina Open in Greenville (South Carolina) keine gewertete Partie mehr gespielt hat. Mit seiner höchsten Elo-Zahl von 2595 lag er 1979 zusammen mit Robert Hübner, Zoltán Ribli, Alexander Beliavsky und Josif Dorfman auf dem 13. Platz der Weltrangliste.

## Nationalmannschaft
Dzindzichashvili nahm an drei Schacholympiaden teil, 1976 in Haifa und 1978 in Buenos Aires mit der israelischen Mannschaft, 1984 in Thessaloniki mit der Mannschaft der Vereinigten Staaten, die den dritten Platz erreichte. Mit der US-Auswahl nahm er außerdem an der Mannschaftsweltmeisterschaft 1989 in Luzern teil.